# Prague Panthers 2012
Questa voce raccoglie le informazioni riguardanti i Prague Panthers nelle competizioni ufficiali della stagione 2012.

## Austrian Football League 2012

### Stagione regolare
| 25 marzo 2012 1ª giornata | Prague Panthers | 33 – 37 (13-10 20-0 0-27 0-0) | Danube Dragons | (250 spett.) |

| 1º aprile 2012 2ª giornata | Prague Panthers | 10 – 37 (0-9 3-0 7-21 0-7) | Tirol Raiders | (120 spett.) |

| 7 aprile 2012 3ª giornata | Graz Giants | 42 – 28 (6-0 15-12 14-0 7-16) | Prague Panthers | (450 spett.) |

| 14 aprile 2012 4ª giornata | Prague Panthers | 0 – 55 (0-21 0-21 0-0 0-13) | Vienna Vikings | (200 spett.) |

| 22 aprile 2012 5ª giornata | Prague Panthers | 35 – 36 (0-7 14-14 14-7 7-8) | Graz Giants | (110 spett.) |

| 29 aprile 2012 6ª giornata | Danube Dragons | 34 – 41 (7-7 6-6 7-14 14-14) | Prague Panthers | (1000 spett.) |

| 6 maggio 2012 7ª giornata | Tirol Raiders | 52 – 14 (14-0 15-7 23-0 0-7) | Prague Panthers | (2500 spett.) |

| 13 maggio 2012 8ª giornata | Vienna Vikings | 31 – 0 (3-0 21-0 7-0 0-0) | Prague Panthers | (1800 spett.) |

| 3 giugno 2012 10ª giornata | Prague Panthers | 54 – 30 (21-0 20-17 6-7 7-6) | AFC Rangers Mödling | (250 spett.) |

| 23 giugno 2012 11ª giornata | AFC Rangers Mödling | 34 – 59 (14-12 10-32 7-0 3-15) | Prague Panthers | (650 spett.) |

## European Football League 2012

### Stagione regolare
| Vienna 29 aprile 2012, ore 15:00 CEST 4ª giornata | Danube Dragons | 34 – 41 (7-7 6-6 7-14 14-14) referto | Prague Panthers | Stadion Stadlau |

#### Playoff
| Wattens 26 maggio 2012, ore 20:00 CEST Quarti di finale | Tirol Raiders | 56 – 14 (21-0 21-7 14-7 0-0) referto | Prague Panthers | Alpenstadion |

## Statistiche di squadra
| Competizione      | %Vittorie | In casa | In casa | In casa | In casa | In casa | In casa | In trasferta | In trasferta | In trasferta | In trasferta | In trasferta | In trasferta | Totale | Totale | Totale | Totale | Totale | Totale |
| Competizione      | %Vittorie | G       | V       | N       | P       | Pf      | Ps      | G            | V            | N            | P            | Pf           | Ps           | G      | V      | N      | P      | Pf     | Ps     |
| ----------------- | --------- | ------- | ------- | ------- | ------- | ------- | ------- | ------------ | ------------ | ------------ | ------------ | ------------ | ------------ | ------ | ------ | ------ | ------ | ------ | ------ |
| Stagione regolare | .300      | 5       | 1       | 0       | 4       | 132     | 195     | 5            | 2            | 0            | 3            | 142          | 193          | 10     | 3      | 0      | 7      | 274    | 388    |
| Stagione regolare | 1.000     | 0       | 0       | 0       | 0       | 0       | 0       | 1            | 1            | 0            | 0            | 41           | 34           | 1      | 1      | 0      | 0      | 41     | 34     |
| Playoff           | .000      | 0       | 0       | 0       | 0       | 0       | 0       | 1            | 0            | 0            | 1            | 14           | 56           | 1      | 0      | 0      | 1      | 14     | 56     |
| Totale            | .333      | 5       | 1       | 0       | 4       | 132     | 195     | 7            | 3            | 0            | 4            | 197          | 283          | 12     | 4      | 0      | 8      | 329    | 468    |